# Chappell Roan

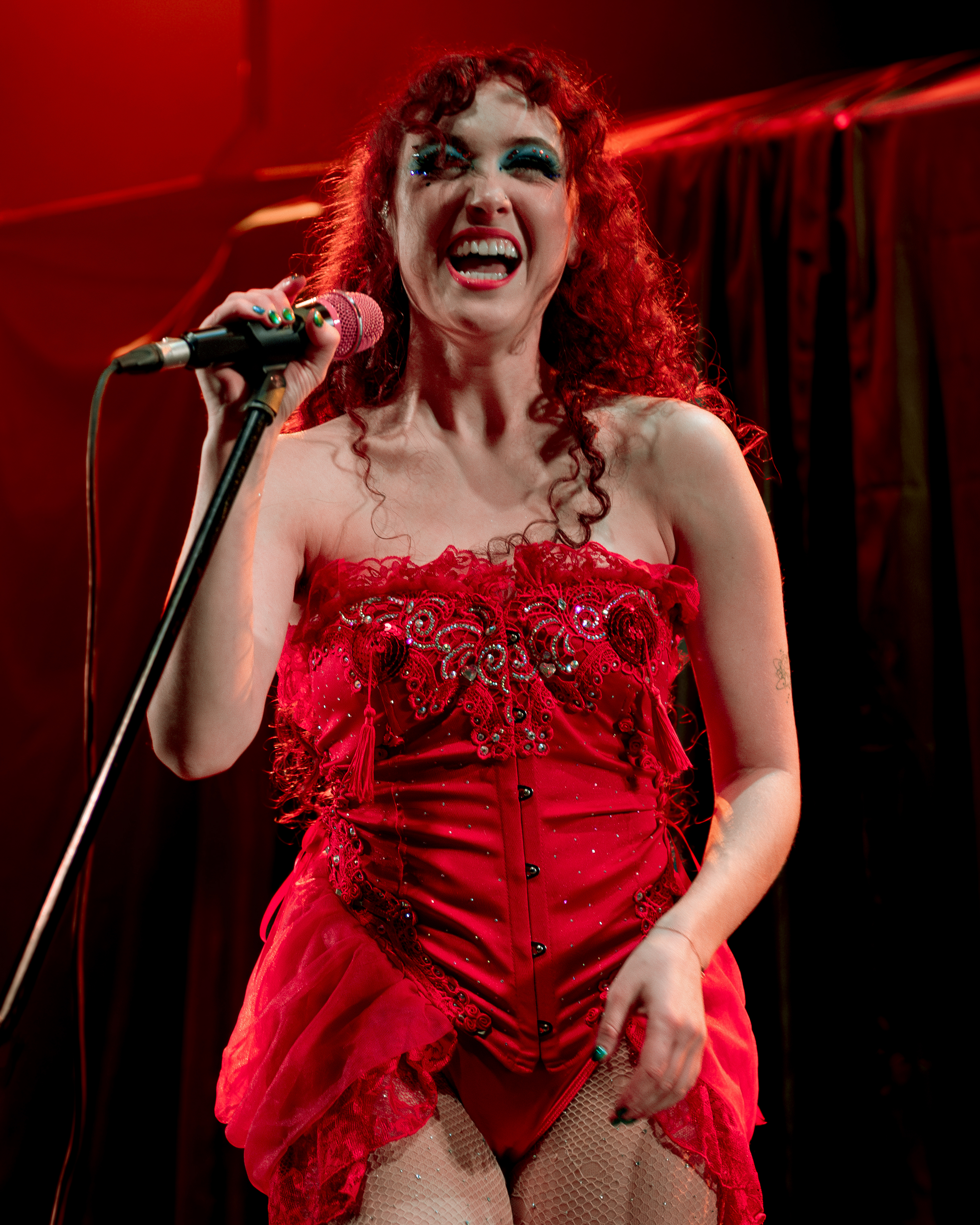
Chappell Roan (2022)

Chappell Roan (* 19. Februar 1998 in Willard, Missouri als Kayleigh Rose Amstutz) ist eine US-amerikanische Pop-Sängerin und Songschreiberin. Der internationale Durchbruch gelang ihr 2023 mit ihrem Debütalbum The Rise and Fall of a Midwest Princess.

## Jugend und Anfänge als Sängerin
Roan ist das älteste von vier Kindern und wuchs in der Stadt Willard in Missouri in einem Trailerpark auf. Ihre Mutter ist Tierärztin, ihr Vater Krankenpfleger. Ihr Urgroßvater war Schweizer. Im Alter von 12 Jahren begann sie mit Klavierunterricht. In der achten Klasse gewann sie bei einem Talentwettbewerb. Im folgenden Jahr begann sie mit dem Schreiben von Liedern. Mit 14 Jahren bewarb sie sich bei der Castingshow America’s Got Talent, wurde allerdings nicht genommen.
2017 legte sie sich den Künstlernamen Chappell Roan zu. Chappell war der Nachname ihres Großvaters, der an Krebs starb. Roan stammt aus dem Country-Lied The Strawberry Roan, dem Lieblingslied ihres Großvaters. Ebenfalls 2017 wurde sie vom Label Atlantic Records unter Vertrag genommen, nachdem sie das Lied Die Young auf der Video-Plattform YouTube veröffentlichte. Daraufhin zog sie nach Los Angeles. Da ihre Musik aus Sicht des Labels nicht genügend Einnahmen erzielte, trennte sich Atlantic Records von Roan. Sie zog daraufhin zeitweise zurück nach Missouri, wo sie Gelegenheitsjobs als Kindermädchen und Angestellte in einem Café annahm. 2022 machte sie ihre bipolare Störung öffentlich Roans Onkel Darin Chappell ist Mitglied des Repräsentantenhauses von Missouri für die Republikaner. Ihr Großvater Dennis Chappell gründete eines der erfolgreichsten Versicherungsunternehmen Missouris.

## Durchbruch

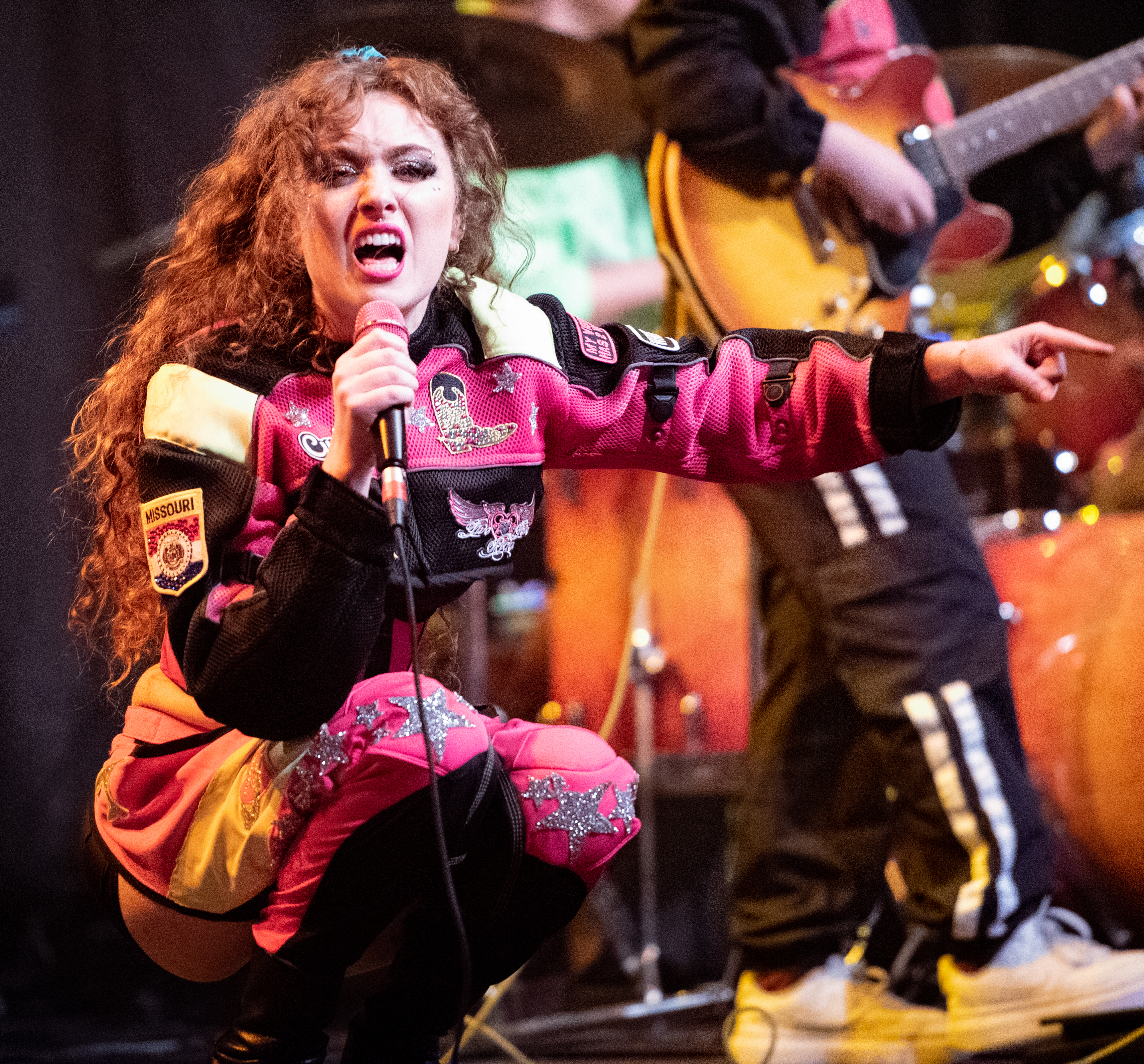
Chappell Roan (2022)

2022 wurde Roan bei Sony unter Vertrag genommen. Im März 2022 wurde mit Naked in Manhattan ihre erste Single veröffentlicht. Im selben Jahr war sie die Vorband für Olivia Rodrigo auf deren Tournee. Auch war Roan Background-Sängerin bei Rodrigos Songs Lacy und Obsessed.  Im August 2022 veröffentlichte sie eine weitere Single mit dem Titel Femininomenon. Im Oktober 2022 veröffentlichte sie die Single Casual. 
Im Februar 2023 ging sie auf Tournee durch die USA und Kanada. In September 2023 veröffentlichte Roan ihr Album The Rise and Fall of a Midwest Princess. Im Frühjahr 2024 ging sie auf Welttournee mit Stationen in den USA, Europa und Australien.
Chappell Roan nennt ihre Bühnenpersönlichkeit ihr „Drag-Projekt“. Sie werde innerhalb der LGBTQ-Community für ihre Drag-Kunst kritisiert, weil sie eine Frau sei. Roan bezeichnet sich als lesbisch. 2024 widmete ihr die Zeitschrift Rolling Stone eine Titelstory, in der die Homosexualität der Künstlerin und der im selben Jahr erfolgte Durchbruch thematisiert werden.

Im Februar 2025 gewann Roan bei den 67. Grammy Awards ihren ersten Grammy Award als beste neue Künstlerin. Die Preisübergabe nahm Roan zum Anlass, die Musikindustrie auf offener Bühne zu kritisieren. Die Industrie würde insbesondere Nachwuchskünstlerinnen und Nachwuchskünstler im Stich lassen, wie Roan es auch selbst erlebt habe:
I had told myself If I ever won a Grammy and I got to stand up here in front of the most powerful people in Music I would demand that labels and the industry profiting millions of dollars of off artists would offer a livable wage and healthcare, especially to developing artists. Because I got signed so young, I got signed as a minor, and when I got dropped, I had zero job experience under my belt, and like most people, I had a difficult time finding a job in the pandemic and could not afford health insurance. It was so devastating to feel so committed to my art and feel so betrayed by the system and so dehumanized to not have health (hier bricht die Rede kurz ab). And if my label would have prioritized artists health, I could have been provided care by a company I was giving everything to. So record labels need to treat their artists as valuable employees with a livable wage and health insurance and protection. Labels, we got you, but do you got us? 

## Diskografie

### Studioalben
| Jahr | Titel Musiklabel                                                                 | Höchstplatzierung, Gesamtwochen, AuszeichnungChartplatzierungen (Jahr, Titel, Musiklabel, Platzierungen, Wochen, Auszeichnungen, Anmerkungen) | Höchstplatzierung, Gesamtwochen, AuszeichnungChartplatzierungen (Jahr, Titel, Musiklabel, Platzierungen, Wochen, Auszeichnungen, Anmerkungen) | Höchstplatzierung, Gesamtwochen, AuszeichnungChartplatzierungen (Jahr, Titel, Musiklabel, Platzierungen, Wochen, Auszeichnungen, Anmerkungen) | Höchstplatzierung, Gesamtwochen, AuszeichnungChartplatzierungen (Jahr, Titel, Musiklabel, Platzierungen, Wochen, Auszeichnungen, Anmerkungen) | Höchstplatzierung, Gesamtwochen, AuszeichnungChartplatzierungen (Jahr, Titel, Musiklabel, Platzierungen, Wochen, Auszeichnungen, Anmerkungen) | Anmerkungen                                                    |
| Jahr | Titel Musiklabel                                                                 | DE | AT | CH | UK | US | Anmerkungen                                                    |
| ---- | -------------------------------------------------------------------------------- | --- | --- | --- | --- | --- | -------------------------------------------------------------- |
| 2023 | The Rise and Fall of a Midwest Princess Amusement Records • Island Records (UMG) | DE10 (… Wo.)DE | AT12 (47 Wo.)AT | CH16 (38 Wo.)CH | UK1 Platin · (… Wo.)UK | US2 ×2Doppelplatin · (… Wo.)US | Erstveröffentlichung: 22. September 2023 Verkäufe: + 2.481.000 |

### EPs
| Jahr | Titel Musiklabel       | Anmerkungen                              |
| ---- | ---------------------- | ---------------------------------------- |
| 2017 | School Nights Atlantic | Erstveröffentlichung: 22. September 2017 |

### Singles
| Jahr | Titel Album                                                | Höchstplatzierung, Gesamtwochen, AuszeichnungChartplatzierungen (Jahr, Titel, Album, Platzierungen, Wochen, Auszeichnungen, Anmerkungen) | Höchstplatzierung, Gesamtwochen, AuszeichnungChartplatzierungen (Jahr, Titel, Album, Platzierungen, Wochen, Auszeichnungen, Anmerkungen) | Höchstplatzierung, Gesamtwochen, AuszeichnungChartplatzierungen (Jahr, Titel, Album, Platzierungen, Wochen, Auszeichnungen, Anmerkungen) | Höchstplatzierung, Gesamtwochen, AuszeichnungChartplatzierungen (Jahr, Titel, Album, Platzierungen, Wochen, Auszeichnungen, Anmerkungen) | Höchstplatzierung, Gesamtwochen, AuszeichnungChartplatzierungen (Jahr, Titel, Album, Platzierungen, Wochen, Auszeichnungen, Anmerkungen) | Anmerkungen                                                                       |
| Jahr | Titel Album                                                | DE | AT | CH | UK | US | Anmerkungen                                                                       |
| ---- | ---------------------------------------------------------- | --- | --- | --- | --- | --- | --------------------------------------------------------------------------------- |
| 2017 | Good Hurt School Nights                                    | — | — | — | — | — | Erstveröffentlichung: 4. August 2017                                              |
| 2018 | Bitter –                                                   | — | — | — | — | — | Erstveröffentlichung: 2. Februar 2018                                             |
| 2018 | School Nights –                                            | — | — | — | — | — | Erstveröffentlichung: 16. März 2018                                               |
| 2020 | Pink Pony Club The Rise and Fall of a Midwest Princess     | DE67 (5 Wo.)DE | AT26 (5 Wo.)AT | CH64 (6 Wo.)CH | UK1 ×2Doppelplatin · (… Wo.)UK | US4 ×4Vierfachplatin · (… Wo.)US | Erstveröffentlichung: 3. April 2020 Verkäufe: + 5.720.000; Charteinstieg: 2024    |
| 2020 | Love Me Anyway –                                           | — | — | — | — | — | Erstveröffentlichung: 1. Mai 2020                                                 |
| 2020 | California The Rise and Fall of a Midwest Princess         | — | — | — | — | — | Erstveröffentlichung: 29. Mai 2020                                                |
| 2022 | Naked in Manhattan The Rise and Fall of a Midwest Princess | — | — | — | UK— SilberUK | US— GoldUS | Erstveröffentlichung: 18. Februar 2022 Verkäufe: + 735.000                        |
| 2022 | My Kink Is Karma The Rise and Fall of a Midwest Princess   | — | — | — | UK— SilberUK | US81 (5 Wo.)US | Erstveröffentlichung: 6. Mai 2022 Verkäufe: + 275.000; Charteinstieg: 2024        |
| 2022 | Femininomenon The Rise and Fall of a Midwest Princess      | — | — | — | UK— SilberUK | US66 Platin · (9 Wo.)US | Erstveröffentlichung: 12. August 2022 Verkäufe: + 1.315.000; Charteinstieg: 2024  |
| 2022 | Casual The Rise and Fall of a Midwest Princess             | — | — | — | UK44 Gold · (8 Wo.)UK | US59 Platin · (16 Wo.)US | Erstveröffentlichung: 28. Oktober 2022 Verkäufe: + 1.550.000; Charteinstieg: 2024 |
| 2023 | Kaleidoscope The Rise and Fall of a Midwest Princess       | — | — | — | — | — | Erstveröffentlichung: 31. März 2023                                               |
| 2023 | Red Wine Supernova The Rise and Fall of a Midwest Princess | — | — | — | UK31 Platin · (20 Wo.)UK | US41 ×2Doppelplatin · (20 Wo.)US | Erstveröffentlichung: 19. Mai 2023 Verkäufe: + 2.790.000                          |
| 2023 | Hot to Go! The Rise and Fall of a Midwest Princess         | — | — | — | UK4 Platin · (36 Wo.)UK | US15 ×3Dreifachplatin · (25 Wo.)US | Erstveröffentlichung: 11. August 2023 Verkäufe: + 4.010.000                       |
| 2024 | Good Luck, Babe! –                                         | DE18 Gold · (38 Wo.)DE | AT8 Gold · (43 Wo.)AT | CH18 (44 Wo.)CH | UK2 ×3Dreifachplatin · (… Wo.)UK | US4 ×4Vierfachplatin · (52 Wo.)US | Erstveröffentlichung: 5. April 2024 Verkäufe: + 7.975.000                         |
| 2025 | The Giver –                                                | DE64 (1 Wo.)DE | AT40 (1 Wo.)AT | CH96 (1 Wo.)CH | UK2 Silber · (12 Wo.)UK | US5 (7 Wo.)US | Erstveröffentlichung: 14. März 2025 Verkäufe: + 200.000                           |
| 2025 | The Subway –                                               | DE63 (… Wo.)DE | AT25 (… Wo.)AT | CH36 (… Wo.)CH | UK1 (… Wo.)UK | US3 (… Wo.)US | Erstveröffentlichung: 1. August 2025                                              |

## Auszeichnungen für Musikverkäufe
| Silberne Schallplatte - Vereinigtes Königreich - 2025: für das Lied Super Graphic Ultra Modern Girl Goldene Schallplatte - Australien - 2025: für das Album The Rise and Fall of a Midwest Princess - 2025: für das Lied After Midnight - 2025: für die Single Femininomenon - 2025: für die Single My Kink Is Karma - 2025: für die Single Naked in Manhattan - 2025: für das Lied Super Graphic Ultra Modern Girl - Belgien - 2025: für das Album The Rise and Fall of a Midwest Princess - Brasilien - 2025: für das Album The Rise and Fall of a Midwest Princess - 2025: für das Lied Super Graphic Ultra Modern Girl - Dänemark - 2025: für das Album The Rise and Fall of a Midwest Princess - Frankreich - 2025: für die Single Pink Pony Club - Italien - 2024: für die Single Good Luck, Babe! - Kanada - 2024: für die Single My Kink Is Karma - Portugal - 2025: für das Album The Rise and Fall of a Midwest Princess - Vereinigte Staaten - 2024: für das Lied Super Graphic Ultra Modern Girl - 2024: für das Lied After Midnight - 2025: für das Lied Picture You | Platin-Schallplatte - Australien - 2025: für die Single Red Wine Supernova - 2025: für die Single Casual - Belgien - 2024: für die Single Good Luck, Babe! - Brasilien - 2025: für die Single Red Wine Supernova - Dänemark - 2025: für die Single Good Luck, Babe! - Frankreich - 2025: für die Single Good Luck, Babe! - Griechenland - 2025: für die Single Good Luck, Babe! - Kanada - 2024: für das Album The Rise and Fall of a Midwest Princess - 2024: für die Single Casual - 2024: für die Single Red Wine Supernova - 2024: für die Single Pink Pony Club - 2024: für die Single Femininomenon - Neuseeland - 2024: für die Single Hot to Go! - Spanien - 2025: für die Single Good Luck, Babe! - Zentralamerika - 2025: für die Single Good Luck, Babe! | 2× Platin-Schallplatte - Australien - 2025: für die Single Hot to Go! - Brasilien - 2025: für die Single Hot to Go! - Kanada - 2024: für die Single Hot to Go! - Neuseeland - 2025: für das Album The Rise and Fall of a Midwest Princess - 2025: für die Single Pink Pony Club - Polen - 2024: für die Single Good Luck, Babe! 3× Platin-Schallplatte - Neuseeland - 2025: für die Single Good Luck, Babe! - Portugal - 2025: für die Single Good Luck, Babe! 4× Platin-Schallplatte - Australien - 2025: für die Single Pink Pony Club - Kanada - 2024: für die Single Good Luck, Babe! 9× Platin-Schallplatte - Australien - 2025: für die Single Good Luck, Babe! Diamantene Schallplatte - Brasilien - 2025: für die Single Good Luck, Babe! |

Anmerkung: Auszeichnungen in Ländern aus den Charttabellen bzw. Chartboxen sind in ebendiesen zu finden.
| Land/RegionAuszeichnungen für Musikverkäufe (Land/Region, Auszeichnungen, Verkäufe, Quellen) | Silber     | Gold       | Platin       | Diamant  | Verkäufe   | Quellen              |
| -------------------------------------------------------------------------------------------- | ---------- | ---------- | ------------ | -------- | ---------- | -------------------- |
| Australien (ARIA)                                                                            | —          | 6× Gold6   | 17× Platin17 | —        | 1.400.000  | aria.com.au          |
| Belgien (BRMA)                                                                               | —          | Gold1      | Platin1      | —        | 50.000     | ultratop.be          |
| Brasilien (PMB)                                                                              | —          | 2× Gold2   | 3× Platin3   | Diamant1 | 320.000    | pro-musicabr.org.br  |
| Dänemark (IFPI)                                                                              | —          | Gold1      | Platin1      | —        | 100.000    | ifpi.dk              |
| Deutschland (BVMI)                                                                           | —          | Gold1      | —            | —        | 300.000    | musikindustrie.de    |
| Frankreich (SNEP)                                                                            | —          | Gold1      | Platin1      | —        | 300.000    | snepmusique.com      |
| Griechenland (IFPI)                                                                          | —          | —          | Platin1      | —        | 20.000     | Einzelnachweise      |
| Italien (FIMI)                                                                               | —          | Gold1      | —            | —        | 50.000     | fimi.it              |
| Kanada (MC)                                                                                  | —          | Gold1      | 11× Platin11 | —        | 920.000    | musiccanada.com      |
| Neuseeland (RMNZ)                                                                            | —          | —          | 8× Platin8   | —        | 210.000    | radioscope.co.nz NZ2 |
| Österreich (IFPI)                                                                            | —          | Gold1      | —            | —        | 15.000     | ifpi.at              |
| Polen (ZPAV)                                                                                 | —          | —          | 2× Platin2   | —        | 100.000    | olis.pl              |
| Portugal (AFP)                                                                               | —          | Gold1      | 3× Platin3   | —        | 33.500     | Einzelnachweise      |
| Spanien (Promusicae)                                                                         | —          | —          | Platin1      | —        | 60.000     | elportaldemusica.es  |
| Vereinigte Staaten (RIAA)                                                                    | —          | 4× Gold4   | 17× Platin17 | —        | 19.000.000 | riaa.com             |
| Vereinigtes Königreich (BPI)                                                                 | 5× Silber5 | Gold1      | 8× Platin8   | —        | 5.900.000  | bpi.co.uk            |
| Zentralamerika (CFC)                                                                         | —          | —          | Platin1      | —        | 70.000     | cfc-musica.com       |
| Insgesamt                                                                                    | 5× Silber5 | 21× Gold21 | 75× Platin75 | Diamant1 |            |                      |